# 雙瞳 (電影)
《雙瞳》是2002年由台灣導演陳國富執導，美國哥倫比亞電影公司投資的臺灣首部邪教驚悚片。

## 簡介
本片是由美國哥倫比亞電影公司資金協助，團隊跨國製作。本片票房為當年度國片冠軍，台灣票房新台幣3,700萬，打破當時台灣電影沉淪局面。陳國富、魏德聖、戴立忍等導演都曾表示本片之工作方式對其日後發展很有啟發。《唐人街探案2》也很明顯地受到本片的影響。

## 劇情
臺北市接連發生恐怖殺人案，化工大亨廖振富、女模丘妙芳、美國籍的基督新教信理會牧師羅倫佐（Lorenzo）被害，由於案情實在過於離奇，且過去從未有過類似的連環命案，中華民國政府因此請求美國聯邦調查局（FBI）的協助，FBI便派遣凱文·萊澈（Kevin Richter）探員來臺出差，凱文指定台北市警察局外國事務組（外事組）的警員黃火土前來陪同調查。
先前，黃火土因揭發同事蔡榮源貪汙，害蔡榮源被判刑十五年，蔡榮源不只是警察同仁，還是火土的妻舅。黃火土這次揭弊，使蔡榮源一怒之下持槍劫持黃火土的愛女，也就是蔡榮源自己的外甥女黃美美，最後，蔡榮源開了槍，但子彈卻以九十度的詭異角度跳彈，直接躲過了美美的太陽穴，然後擊斃了蔡榮源。黃火土的大義滅親，讓同仁們覺得不近人情，於是他一直被排擠，局裏幾乎沒人理他，除了李豐博組長之外。蔡清芳更是生氣，與火土貌合神離，多次提議離婚。
黃美美雖然平安無事，但因此罹患創傷後壓力症候群（PTSD）且有嚴重失語症。黃美美不講話，一言不合就揍同學，因為多次校園霸凌風波，黃火土趕到學校面對憤怒的老師，也依照老師的話，帶著黃美美到附近的醫院，檢查是否有暴力傾向，黃美美卻好似被勾了魂似的，到了標本室，看著一具泡在福馬林中帶有「兩個瞳孔」的嬰兒屍體標本，呆若木雞。
警方查出，三名死者都是爭議人士，廖振富是太豐化工集團總裁，莫名其妙地在大熱天中覺得寒冷，裹著厚厚毛毯，最後死去，法醫驗屍報告中，廖振富的死因疑似被冰水淹死，甚至鼻孔裏還有冰霜。廖振富事業有成，但把含有汞的廢水偷偷倒入基隆河。女模丘妙芳死前曾經打電話向消防隊報案失火，但事實上只是她的幻覺；最離奇的是，她肌肉嚴重燙傷且脫水，死因被推測為「火煙嗆死」。丘妙芳另一個身分，是一位立法委員的情婦，最近才因為該委員正宮爆料，而成為八卦新聞人物。第三位死者，牧師的死法更怪，他生前遭人開膛剖肚，腸子被清洗後又塞入胸口，身上還被劃出一道詭異的符咒，這讓警方判斷可能跟邪教有關。不過這位牧師除了教理問答、佈道之外，也是美國政府御用的白手套軍火販子，這使得美國方面備感關切。
三名死者死前都處於精神分裂狀態，凱文在三名死者的罹難處的冷氣機中找到一種小鋼珠，鋼珠裏面充滿了一種極為罕見的混合昆蟲與真菌的黴菌，被開了三個小洞。楊法醫（楊貴媚飾）也從死者鼻腔內採集到同樣的黴菌，因而推算他們的死前都被鋼珠噴出的黴菌感染過。FBI則表示，這種黴菌非常厲害，透過塵蟎感染他人，由鼻腔直入腦中，一感染就會讓腦中充斥大量血清素，甚至腦中多巴胺變成五千倍，使人遭受無限的幻覺，相當於吸食一公噸的古柯鹼或者連續性愛高潮四十年。火土質疑，兇手明明讓人感染同一種黴菌，為何產生不同的幻覺？FBI無法回答。
面對媒體記者猜測，或許還有超自然力量之類的疑雲，凱文只表示人心才是最可怕的，對鬼神之說嗤之以鼻。
另一方面，警方向道教協會探查符咒的意義，但是道教協會無法解釋。凱文則說要問考古學或者人類學學者。他們找到中央研究院專門研究道教學術的盛祖昌教授，盛教授說這符咒很像最近出土的交趾深山中的真仙觀靈符，給了他們幾張出土文獻的投影片，其中包括奇妙無比的河圖洛書。
火土將幾片投影片疊在一起，發覺可以解出一段文字「富、妙、景、旺；不信鬼神者；少陽太陰」。火土認為這是個謎語，「富」，為廖振富。「妙」，為丘妙芳。「景」，是指景教，也就是指基督教牧師。火土斷言，下一個死者名字必定有個「旺」字。
街上，一輛名車，司機為了調戲檳榔西施，擋住了後方貨車的去路。貨車司機大按喇叭表示不滿，惹得名車上的角頭兄弟下車理論，兩方發生糾紛，民眾圍觀，貨車上的兩人棄車而走，使得貨車上的屍體也被發掘，這死者據調查這是一位富家公子「陳兩旺」，他曾經前來真仙觀，想藉由觀落陰探取父母遺產的下落，不料卻成為連續殺人案中的第四位死者，被人施以剜心之刑。
凱文查出能把黴菌植入如此小的鋼珠內犯案，在臺灣只有新竹科學園區的「第一先進科技公司」辦得到，而且貨車也原屬於「第一先進」名下。但這家科技公司已經易主，其兩名創辦人「林道生」與「黃一峯」由於過度迷信秘密宗教才將公司股票全部變賣，還將所有資金用來蓋廟，取名「臺北真仙觀」，這間真仙觀非常古典、雅致，雖然位處大樓高處，但兩位科技業鉅子動用鉅資從交趾一磚一瓦運送來台，復原建造，還原了這所古蹟。他們的修行宗旨便是效法宋代黃裳成仙方式，所作所為近似於邪教。
警方衝入真仙觀搜索，搜出數把長短劍，依槍砲彈藥刀械管制條例逮捕，阿義上前靠近詢問林道生卻被他預藏的鋒利青銅「法器」斬首。二十幾位教徒們開始與警力發生大屠殺，法器鋒利萬分，常常一劍斬首，一刀斷手，教徒們奮不顧身地跟持槍的警員們械鬥，最後廟方人員僅剩下黃一峯、林道生，警方也僅剩傷重倒地的李豐博警官與一名警員。兩組最後廝殺時，黃一峯雖然被李豐博開槍射殺，但是倒下前還是衝向一名警員並朝他部分腦袋砍下，而林道生則是放下利刃投降。十二名警力只剩李豐博警官傷重倖存，二十四位教徒也死傷慘重，還自相殘殺，儼然是恐怖攻擊、集體自殺與大屠殺，最後支援警力進場，才勉強控制住局面。
火土跟隨警方進入現場，發現一名被鎖在地窖內的女孩，這女孩腹部有一塊肉被割去，上面培養著令人產生高度幻覺的「黴菌體」。眾人將她送醫後，火土又在廟內找到一面石碑，石碑上記載著五名被害人的線索。火土推測此少女被迷信的教友綁架為人質，培養黴菌。
火土又去詢問盛教授，教授一眼看出，這跟「人魈修道法」有關。相傳宋代道士黃裳修道多年，想要成仙，但必須先下寒冰、火坑、抽腸、刨心、拔舌等五種地獄來渡劫，滿足苦行要素，黃裳自認無法受這些苦，於是黃裳利用自己的雙瞳，找到五個犯罪的「人魈」，並用寒冰、火坑、抽腸、剜心、拔舌五刑給刺殺了，當作自己的替身，因而得道，被尊稱為「黃大仙」。盛教授又說，這個兇手一定經歷過一場大病，才有可能煉出這種黴菌。火土還問了何謂「少陽太陰」，教授卻說：「少陽為火，太陰為土」，正好是火土的名字。
火土帶著凱文回家吃飯，慶祝這起案件宣告偵破。飯後凱文和火土酒後吐真言，雙方各自透露自己家庭中的無奈及不安，同時凱文也十分佩服火土當年揭發貪污案的勇氣。隔天一早醒來，火土看見凱文陳屍在自己眼前，手裡還握著自己的斷舌，應驗了預言中第五名受害人「不信鬼神者」，火土大驚。在調查過程中，員警勘驗到火土家的冷氣機也有這種黴菌，而凱文死前也正因此感染。此外，火土發現自己鼻腔內也感染這黴菌，經發現後立刻被送醫。
先前在道觀中發現的女孩，突然從醫院失蹤了，火土清醒後與醫生談話，正好這名醫生便是女孩的主治醫師。在醫生的說明下得知，十七年前，女孩的母親生下雙胞胎後便難產過世，而其中一名嬰兒則是死胎，也就是帶有「兩個瞳孔」的嬰兒屍體標本。另一名正是被禁錮的女孩，女孩本名謝亞里，從小便患有壓迫腦下垂體、視神經、額葉的嚴重腦瘤，宣稱可以看到死去的姐姐陪在她身邊。亞里因其「雙瞳」，自稱可看透陰陽兩界，日觀千里，夜見鬼神。
此時火土已經認清，謝亞里不是受害人，而是藏鏡人，那些信徒便是她蠱惑而來的，她假裝建造廟宇，勸人為善，事實上是要獵殺五名被害人，以便自己飛升成仙。火土知道亞里清醒後一定會回到道觀，立刻趕去追捕，在打開大門時還發現不敵亞里幻覺而飲彈自盡的警員。在即將逮捕亞里前，火土被亞里散發出的迷幻藥黴菌所控，陷入心魔之中。火土想要活捉亞里，但亞里卻一直逼迫火土開槍殺死自己。
火土被催眠，看到當年妻舅開槍打死了愛女，妻子憤而飲彈自盡。亞里此時煽動火土對自己開槍洩憤，火土認為只是幻覺，拒絕開槍。亞里奪槍，向火土開了兩槍，火土立刻奪槍還擊，打傷了亞里，才發覺自己根本沒有中槍，是亞里施法造成的迷幻。火土醒悟，知道剛才中槍是幻覺，連忙送亞里去醫院。火土回家後，發覺妻子再次逼迫離婚，還偽造了自己的簽名。火土正疑心之間，妻子露出本相，居然是謝亞里變的。謝亞里拿起尖刀，就要殺黃美美。面對愛女的生死關頭，火土毫不猶豫，即刻連發數彈，擊斃了謝亞里。
此時火土清醒了，原來自己還在道觀內，根本不曾送亞里去醫院，也不曾回家，原來是夢中夢，幻覺中還有幻覺！亞里死前遺言，自己功圓行滿，準備成仙而去，說完便嚥氣了，還說要接引火土一起成仙。
在亞里死後，火土也因黴菌感染嚴重，倒地不起，奄奄一息。在被送上擔架時，火土之妻清芳在一旁不斷呼喊，原本失語的女兒也突然開口呼喊爸爸，火土此時卻奇蹟似的流下眼淚，展現了新的生機。
石碑的預言解析出四段話，那便是「因愛生憂，因愛生懼，若離於愛者，無憂亦無懼」。

## 角色
| 演员         | 角色              | 备注                                                                           |
| 梁家輝       | 黃火土            | 警官，本劇男主角                                                               |
| 劉若英       | 蔡清芳            | 黃火土之妻                                                                     |
| 大衛·摩斯    | 凱文·萊澈         | FBI探員                                                                        |
| 戴立忍       | 李豐博            | 刑警組長，黃火土在警局中惟一的朋友                                             |
| 楊貴媚       | 楊法醫            | 法醫                                                                           |
| 郎雄         | 盛祖昌            | 中央研究院院士，道教學者                                                       |
| 黃暐涵       | 黃美美            | 黃火土女兒                                                                     |
| 林涵         | 謝亞里            | 邪教藏鏡人                                                                     |
| 陳慕義       | 阿義              | 刑警，最後被林道生斬首，為真仙觀大屠殺的序章。                                 |
| 曲德海       | 阿曲              | 刑警                                                                           |
| 張翰         | 阿翰              | 刑警                                                                           |
| 楊士平       | 蔡榮源            | 刑警。蔡清芳的弟弟，黃火土的妻舅，涉及貪污                                     |
| 劉行正       | 黃一峯            | 第一先進科技公司創辦人之一，後成為臺北真仙觀住持，最後在真仙觀大屠殺中彈身亡。 |
| 陳賢士       | 林道生            | 第一先進科技公司創辦人之一，後成為臺北真仙觀住持                               |
| 戴堯政       | 廖振富            | 太豐化工集團總裁                                                               |
| 江惠惠       | 丘妙芳            | 立法委員情婦                                                                   |
| Geo Gerstein | 羅倫佐（Lorenzo） | 美國信理會牧師                                                                 |
| 王也民       | 陳兩旺            | 一名貪圖財產的不孝子                                                           |
| 楊子敬       |                   | 內政部警政署署長                                                               |
| 馬如龍       | 黃正華            | 臺北市政府警察局局長                                                           |
| 鄧安寧       |                   | 醫生                                                                           |
| 陳慶昇       |                   | 鑑識官                                                                         |
| 吳朋奉       |                   | 信徒                                                                           |
| 孫小明       |                   | 信徒                                                                           |
| 葉蕙芝       |                   | 廖振富秘書                                                                     |
| 馮曉萍       |                   | 黃美美導師                                                                     |
| Esteban      | Espin Pinosa      | 太豐化工聘用的非法菲律賓移工                                                   |
| 周妲吟       |                   | 記者                                                                           |
| 李雲嬋       | 李雲嬋            | 記者                                                                           |

## 拍攝場景
全片皆在大台北地區拍攝。
男主角黃火土的辦公地點即是現今台北市中正分局。台北市警察局場景為舊松山菸廠，現為松山文創園區，部分已拆除。
黃火土帶其女兒看病的醫院是今臺大醫院舊館。
凱文來台第一天所住的旅館「麒麟大飯店」，也為真實地點（位於萬華區康定路艋舺清水祖師廟旁，已於2009年2月12日停業，現已拆）。
牧師所謂的「信理會」教堂是虛擬的，場景是淡水真理大學大禮拜堂。
另外拍攝地點還包括南港軟體工業園區、新北市林口區阿榮片廠、三軍總醫院、台北市敦化北路的中國信託大樓、伊通街、復興南路和天母一帶。

## 花絮
一段24名教徒與12名警察互相砍殺畫面，因過於血腥而在台灣首輪戲院版被剪為極短，但是「一刀未剪版」其後亦在台灣和海外地區上映。
台灣前刑事局局長楊子敬在片中客串警政署署長。
羅倫佐牧師的「信理會」是虛擬的，是將信義會、循理會與公理會融合於一。

## 獎項
| 年份   | 頒獎典禮             | 獎項         | 名字                | 結果 |
| ------ | -------------------- | ------------ | ------------------- | ---- |
| 2002年 | 第39屆金馬獎         | 最佳男配角   | 大衛·摩斯           | 提名 |
| 2002年 | 第39屆金馬獎         | 最佳視覺效果 | 王世偉, Peter WEBB  | 提名 |
| 2002年 | 第39屆金馬獎         | 最佳音效     | 杜篤之, Paul PIROLA | 提名 |
| 2003年 | 第22屆香港電影金像獎 | 最佳編劇     | 蘇照彬、陳國富      | 提名 |
| 2003年 | 第22屆香港電影金像獎 | 最佳男主角   | 梁家輝              | 提名 |
| 2003年 | 第22屆香港電影金像獎 | 最佳女配角   | 劉若英              | 獲獎 |
| 2003年 | 第22屆香港電影金像獎 | 最佳攝影     | 黃岳泰              | 提名 |
| 2003年 | 第22屆香港電影金像獎 | 最佳剪接     | 文志明              | 提名 |
| 2003年 | 第22屆香港電影金像獎 | 最佳美術指導 | 葉錦添              | 提名 |
| 2003年 | 第22屆香港電影金像獎 | 最佳視覺效果 | Peter Webb          | 提名 |

## 備註
1. ↑  傳入古中國的基督宗教派系
2. ↑  猶言人魔，大惡人
3. ↑  黃裳是宋神宗時期的道教學者，非道士，更非黃大仙。一般認知的黃大仙是黃初平，晉朝人，編劇借用了香港知名黃大仙之名，但虛擬了一個故事。
4. ↑  戲院版不知何故，改為「有愛不死」四個字

## 腳註
1. ↑  .   [2023-08-17]. （原始内容存档于2023-08-17）.
2. ↑  .   [2024-04-17]. （原始内容存档于2022-10-05）.
3. ↑  .   [2022-07-21]. （原始内容存档于2022-08-07）.
4. ↑  . 2003-11-30  [2024-04-17]. （原始内容存档于2024-04-17）.
5. ↑  .   [2022-12-17]. （原始内容存档于2022-12-17）.

## 外部連結
- 開眼電影網上《雙瞳》的資料（繁體中文）
- 豆瓣电影上《雙瞳》的資料 （简体中文）
- 时光网上《雙瞳》的資料（简体中文）
- AllMovie上《雙瞳》的资料（英文）
- 爛番茄上《雙瞳》的資料（英文）
- 香港影庫上《雙瞳》的資料（繁體中文）
- 互联网电影数据库（IMDb）上《雙瞳》的资料（英文）